# Jimi Mistry
Jimi Mistry (Scarborough, 1 de janeiro de 1973) é um ator britânico.

## Início da vida
Mistry nasceu em Scarborough, Yorkshire, Inglaterra, filho de um pai hindu, e uma mãe britânica. Ele estudou na St. James' Catholic High, em Cheadle Hulme (1985-1988), antes de sua família se mudar para Cardiff, onde estudou na Radyr Comprehensive School. Estudou, posteriormente, na Escola de Teatro Birmingham.

## Carreira
A primeira personagem de Mistry foi um médico gay, Fred Fonseca, em EastEnders. Ele também interpretou um homem gay em Touch of Pink, uma comédia romântica sobre um canadense muçulmano ismaelita e seu relacionamento conturbado com seu amante e sua mãe. Sua estréia no cinema foi em Timor-Leste, onde interpretou um britânico paquistanês. Em seguida, estrelou seu primeiro filme americano, The Guru, onde fez o papel de Ramu Gupta, um professor de dança indiano que se muda para a América para ser uma estrela. Depois disso, Mistry estrelou a comédia britânica The Truth About Love.
Em 2007, ele começou a filmar o drama teen, Nearly Famous, exibido em novembro do mesmo ano. Ele também estrelou, ainda em 2007, o filme canadense Partition, um drama histórico concebido durante a divisão da Índia, dirigido por Vic Sarin e também estrelado por Kristin Kreuk e Neve Campbell. Em 2009, estrelou And The Beat Goes On, um documentário de longa-metragem que mostra Mistry viajando para Ibiza para descobrir o verdadeiro espírito da Ilha. Dirigido por Steve Jaggi e com inúmeros DJs famosos como David Guetta, Pete Tong e Paul Oakenfold, o filme foi um projeto de estimação de Mistry há quase cinco anos, mas só decolou quando o diretor Steve Jaggi foi anexado. Mistry estrelará, em 2010, o thriller Basement, ao lado de Danny Dyer e Emily Beecham, sob a direção de Asham Kamboj.

## Vida Pessoal
Mistry viveu com Meg Leonard, de 1993. Eles se casaram em 2001 e se divorciaram em Março de 2010. Eles têm uma filha, Elin Leonard Mistry, nascida em 13 de Maio de 2001. Ele atualmente reside em Crouch End , em Londres com sua noiva Flavia Cacace.

## Filmografia
- East Is East (1999)
- Born Romantic (2000)
- The Mystic Masseur (2001)
- My Kingdom (2001)
- The Guru (2002)
- Things To Do Before You're 30 (2004)
- Ella Enchanted (2004)
- Touch of Pink (2004)
- The Truth About Love (2004)
- You Don't Have to Say You Love Me (2005)
- Diamante de Sangue (2006)
- Partition (2007)
- Nearly Famous (2007)
- RocknRolla (2008)
- 2012 (2009)